# Diego de Agüero
Diego de Agüero (Deleitosa, 1511 – Lima, 26 ottobre 1544) è stato un conquistatore ed esploratore spagnolo.
Distintosi durante la conquista del Perù da parte di Francisco Pizarro nel febbraio del 1534 si unì a Pedro de Candia e Hernando de Soto nella conquista della città di Cusco.
Oltre alla conquista si dedicò all'esplorazione del Nuovo Mondo, soprattutto della regione di Callao e delle isole del lago Titicaca.
Durante la rivolta di Diego de Almagro egli rimase fedele alleato di Pizarro.
Per i suoi meriti venne nominato nel 1536 reggitore perpetuo di Lima della quale curò lo sviluppo.
A lui si deve un disegno particolareggiato della città di Lima, agli albori della sua costruzione.